# Rob Jones (ur. 1971)
 Rob Jones, właśc. Robert Marc Jones (ur. 5 listopada 1971 w Wrexham) – angielski piłkarz.
Karierę rozpoczął w Crewe Alexandra. Następnie podpisał kontrakt z Liverpoolem i zyskał sławę zanim zakończył karierę krótkim pobytem w West Ham United. Grał na pozycji prawego obrońcy.

## Kariera klubowa
20 grudnia 1988 w wieku 17 lat podpisał profesjonalny kontrakt z Crewe Alexandra, gdy Crewe grało w Division Four.
Prawy obrońca szybko wkomponował się w skład i podczas sezonu 1991/92 został przypadkowo zauważony przez menedżera Liverpoolu Graeme Sounessa, który przyjechał na mecz z zamiarem obejrzenia innego piłkarza. Souness złożył ofertę w wysokości 300 tysięcy funtów i 4 października 1991, miesiąc przed dwudziestymi urodzinami Jones został piłkarzem Liverpoolu.
6 października 1991 zadebiutował w barwach The Reds w meczu derbowym z Manchesterem United. Mecz zakończył się bezbramkowym remisem, a Jones zaliczył znakomity występ w defensywie przeciwko młodemu Ryanowi Giggsowi. Przed końcem sezonu przekonał do siebie trenera i stał się podstawowym piłkarzem zespołu. Zadebiutował również w reprezentacji i pomógł klubowi w zwycięstwie w finale FA Cup z Sunderlandem. Nie pojechał jednak na Euro 92, gdyż nabawił się kontuzji.
Przez kolejne cztery sezony regularnie grał w pierwszym składzie. Zagrał w wygranym finale Pucharu Ligi w 1995 z Bolton Wanderers i przegranym finale FA Cup z Manchesterem United.
Kiedy Liverpool zakupił pomocnika Jasona McAteera w 1995 roku, Roy Evans zdecydował, że McAteer będzie grał na prawej obronie, a Jones zagra na lewej obronie.
Po finale FA Cup w 1996 roku, Jonesowi zalecono mu zrobienie półrocznej przerwy od futbolu z powodu problemów z plecami. Powrócił do gry, ale przez kolejne dwa sezony trapiły go kontuzje i w lutym 1998 zagrał swój ostatni mecz w barwach The Reds. Pomimo trzech operacji nie udało się wyleczyć jego lewego kolana i po zakończeniu sezonu 1998-99, w którym nie zagrał żadnego meczu został zwolniony z kontraktu przez nowego trenera, Gerarda Houlliera.
Jones wystąpił w 243 meczach w Liverpoolu i nie trafił żadnego gola. Jego klubowy kolega Steve McManaman powiedział, że Jones był najlepszym defensorem z jakim grał.
17 lipca 1999 dołączył do West Hamu United, bez kontraktu. Zagrał w dwóch meczach i po odnowieniu kontuzji kolana zakończył karierę w wieku zaledwie 27 lat.